# Шмаров Валерій Валентинович
Валерій Валентинович Шмаров (рос. Валерий Валентинович Шмаров, нар. 23 лютого 1965, Воронеж) — радянський та російський футболіст, що грав на позиції нападника.
Виступав, зокрема, за «Спартак» (Москва), а також національну збірну СРСР.

## Клубна кар'єра
Починав займатися футболом у Воронезькій спортшколі у тренера Володимира Євгеновича Никитенко. 1982 року дебютував у «Факелі» у Першій лізі, будучи курсантом Воронезького військового авіатехнічного училища, в матчі проти костромського «Спартака». У наступній грі проти «Гурії» забив 1-й м'яч у професійній кар'єрі.
1984 року на гравця звернув увагу тренер «Спартака» Костянтин Бєсков (особливо після гри на Кубок СРСР, коли «Факел» переграв москвичів). Проте в тому ж році Шмаров був призваний в армію і згідно з директивою відправлений у Хабаровськ. П'ять місяців провів у хабаровському СКА, грав за дубль під чужим прізвищем — Ігор Протасов (який у той час був травмований), забив 11-12 м'ячів, що допомогло Протасову стати третім бомбардиром турніру.
1985 року виступав за ЦСКА, що вилетів з Вищої ліги роком раніше. У тому сезоні став найкращим бомбардиром, відзначившись 29 разів в 40 матчах. Проте, команді не вдалося напряму вийти у вищу лігу, і необхідно було грати у перехідному турнірі. Після провалу двох перших ігор Шмарова відрахували з команди та відправили в казарму. Армійську службу проходив до 31 грудня 1985, після чого демобілізувався.
Після ЦСКА на рік повернувся до Воронежа. Разом з командою повинен був повернутися у вищу лігу, але в одній з вирішальних ігор проти московського «Локомотива» команда була «вбита» суддями — «Факелу» не зарахували 3 забитих м'ячі, і воронежці програли 0:2.
1987 року Валерій зважився на перехід в московський «Спартак», в якому успішно відіграв 5 років, двічі ставши чемпіоном, відзначившись у заключному матчі чемпіонату 1989 року на останній хвилині «золотим голом» у ворота київських «динамівців».
1991 року виїхав до Німеччини, де три сезони відіграв за «Карлсруе СК». Грав спочатку в нападі, потім — ліворуч в півзахисті. З його передач часто забивав Сергій Кір'яков. В останній рік Вінфрід Шефер ставив Шмарова вже в оборону, що, внаслідок, призвело до відходу гравця з команди. 1995 року перейшов в «Армінію» (Білефельд), яка за підсумками сезону вийшла з регіональної оберліги в другу Бундеслігу. Однак сезон нічого не дав, і після цього Шмаров вирішив повернутися в Росію.
1995 року московський «Спартак» викупив контракт гравця і оперативно заявив його на чемпіонат. Сезон 1995 в «Спартаку» видався вдалим: 16 м'ячів в 20 матчах (3-тє місце в суперечці бомбардирів і національне чемпіонство). Проте в наступному сезоні 1996 року після кількох ігор сезону, не знайшовши порозуміння з новим головним тренером Георгієм Ярцевим, поїхав грати в Південну Корею в «Чоннам Дрегонс», де провів всього 3 місяці (хоча контракт уклав на 1,5 року).
З 1997 по 2001 рік виступав за рідний клуб, який балансував між першим та вищим дивізіоном. Закінчив свою кар'єру 2002 року в тульському «Арсеналі» у Другому дивізіоні, причому в «Арсеналі» одночасно виступав і його 17-річний син Денис Шмаров. 25 травня 2003 року у Воронежі відбувся прощальний матч між «Факелом» та «Спартаком». Відіграв за обидві команди по тайму та відзначився чотирма голами.

## Виступи за збірну
23 серпня 1989 року дебютував в офіційних матчах у складі національної збірної СРСР в товариській грі проти збірної Польщі (1:1), відігравши перший тайм. Наступного року зіграв ще у двох товариських матчах.

## Тренерська робота
Після закінчення кар'єри гравця протягом трьох місяців керував новосибірським «Чкаловцем-1936», пройшов навчання у Вищій школі тренерів (ВШТ).
З 2006 по 2008 рік керував воронезькою командою «ФЦШ-73», яка провела спочатку два сезони в ЛФЛ (МОА Чорнозем'є), потім один сезон у Другому дивізіоні (зона «Центр») першості Росії. З листопада 2008 року по червень 2009 року був головним тренером клубу «Факел-Воронеж».
| Дата       | Місто          | Господарі | Результат | Гості   | Турнір           | Голи | Примітки |
| ---------- | -------------- | --------- | --------- | ------- | ---------------- | ---- | -------- |
| 23/08/1989 | Любін (Польща) | Польща    | 1 – 1     | СРСР    | товариський матч | -    | 46'      |
| 16/05/1990 | Рамат-Ган      | Ізраїль   | 3 – 2     | СРСР    | товариський матч | -    |          |
| 29/08/1990 | Москва         | СРСР      | 1 – 2     | Румунія | товариський матч | -    | 46'      |
| Усього     |                | Матчів    | 3         |         | Голів            | 0    |          |

## Титули і досягнення

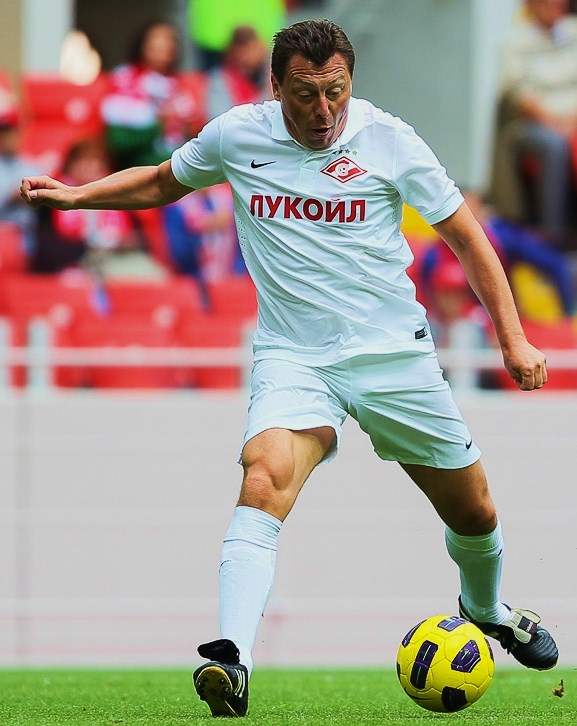
Валерій Шмаров у матчі ветеранів

### Клубні
- Чемпіон СРСР: 1987, 1989
- Володар Кубка Федерації футболу СРСР: 1987
- Чемпіон Росії: 1996
- Срібний призер чемпіонату СРСР: 1991
- Бронзовий призер чемпіонату Росії: 1995

### Індивідуальні
- Найкращий бомбардир чемпіонату СРСР: 1990 року (12 м'ячів, разом з Олегом Протасовим)
- Увійшов до список 33 найкращих гравців чемпіонату Росії 1995 (№ 2)